# Steve Gilmore
Steven Dirk Gilmore (Trenton, 21 januari 1943) is een Amerikaanse jazzcontrabassist van de modernjazz.

## Biografie
Gilmore begon op 12-jarige leeftijd contrabas te spelen. In 1957 trad hij al op in Philadelphia. Hij studeerde tot 1961 aan de Advanced School of Contemporary Music van Oscar Peterson, waar Ray Brown zijn mentor was. Vervolgens speelde hij in zijn geboortestad met Bob Newman, Jerry Dodgion en Ray Bryant. Van 1967 tot 1971 was hij werkzaam bij Flip Phillips, maar hij trad ook op met Ira Sullivan en Paul Winter. Daarna formeerde hij een ritmegroep met Bill Goodwin, die aanvankelijk werkte voor Al Cohn, Zoot Sims en Mose Allison (1972/1973), maar ook voor Tom Waits en het National Jazz Ensemble onder leiding van Chuck Israels. Vanaf 1974 begeleidde dit team Phil Woods, aanvankelijk samen met Hal Galper. Daarnaast was hij werkzaam in de band van Thad Jones/Mel Lewis. Hij ging op tournee resp. in de studio met John Coates jr., Toshiko Akiyoshi, Dave Liebman, Susannah McCorkle, Tom Harrell, Jimmy Amadie en Dizzy Gillespie.

## Discografie
- 1984: Silver Threads
- 1994: I'm All Smiles

- Bibliothèque nationale de France: cb13921522g (data)
- Gemeinsame Normdatei: 134385357
- International Standard Name Identifier: 0000 0000 8352 6278
- Library of Congress Control Number: n82038740
- MusicBrainz: 8fbe59e4-d6c1-4da4-afb9-3dfe46d50df8
- Nationale Bibliotheek van Israël: 987007324534605171
- Nederlandse Thesaurus van Auteursnamen: 111246059
- Système universitaire de documentation: 156627035
- Virtual International Authority File: 5119490
- WorldCat: E39PBJtGWDykPVkTp7m4rjpQMP